# Червоні вітрила (комбінат)
Микола́ївський парфуме́рно-косметичний комбіна́т «Черво́ні вітри́ла» — підприємство парфумерно-косметичної промисловості, що працювало у місті Миколаєві протягом 1944—2008 років. Потужності розміщувалися за адресою: Мала Морська вулиця, № 106.

## Історія

### Передісторія
Попередниками підприємства були парфумерно-косметична фабрика «Айстра», створена 1927 року на базі хіміко-фармацевтичної лабораторії Кучука, де з 1908 року виготовляли лікарські засоби, та скляний завод, який почав працювати у 1921 році і виготовляв скляну парфумерну тару. З 1936 року підприємства були підпорядковані Головному управлінню парфумерно-косметичної, синтетичної і миловарної промисловості СРСР «Головпарфумер» Народного комісаріату харчової промисловості СРСР. До кінця 1930-х років на «Айстрі» випускали понад 80 найменувань різної косметики: туалетна вода, парфуми, одеколон, туалетне мило, зубний порошок, пудра, губна помада, крем, шампунь.
У період німецько-радянської війни «Айстру» евакуювали в місто Кінель Куйбишевської області на Кінельський закупорювальний завод, де виготовлялися під час війни боєприпаси. Під час нацистської окупації Миколаєва протягом 1941—1944 років будівлі парфумерної фабрики по вулиці Карла Маркса, № 22 були повністю зруйновані, а обладнання знищене, або вивезене. Скляний завод по вулиці Малій Морській, № 106 зберігся, але потребував капітального ремонту. У підсумку два цих підприємства об'єдналися у «Миколаївський скляно-парфумерний завод», який відновив діяльність на території скляного заводу.

### Радянський період
1944 року були проведені роботи з відбудови і почали працювати склоплавильний (потужність — 11 мільйонів флаконів на рік), сортувальний цехи, гончарний з виготовлення вогнетривких виробів, сипкої косметики, котельня, ремонтний цех, на територію заводу було підведено залізничну колію. Того ж року на підприємстві працювало вже 130 осіб і почався випуск косметичної продукції, а у січні 1945 року, вперше після відбудови, був налагоджений випуск скляних виробів.
У зв'язку з високим попитом на косметику, у 1945 році було прийнято рішення про розширення території фабрики та будівництво парфумерно-скляного комбінату. Будівельний майданчик зайняв площу 6 га. 1946 року трестом «Парфумерпроєкт» було розроблене проєктне завдання з будівництва комбінату, а у 1947 році затверджений технічний проєкт будівництва. Кошторис будівництва склав 32 мільйони карбованців.
У 1946 році підприємство перейменоване на «Миколаївський парфумерно-скляний комбінат». З 1950 року на ньому стали випускати одеколони з квітковим ароматом (приблизно 40 найменувань), запашну воду, парфуми (20 найменувань), пудри, креми, вазеліни, зубні порошки, помади, рум'яна. План виробництва був виконаний на 109,1 %, виготовлено продукції на 22 774 тисяч карбованців, замість запланованих 20 887 тисяч карбованців. В той час комбінат складався із 3-х основних цехів: парфумерного, косметичного, миловарного (найпотужніший в Україні); допоміжних: заготівельного, картонажного, скляного, металоштампувального та складів.
У 1950-ті роки неодноразово змінювалася підпорядкованість комбінату. Протягом 1949—1953 років він знаходився у віддані Головного управління парфумерно-косметичної та ефірно-олійної промисловості міністерства харчової промисловості СРСР; у 1953—1955 роках — Головного управління парфумерної, косметичної, синтетичної та миловарної промисловості Міністерства промисловості продовольчих товарів СРСР; у 1956—1957 роках — Українського тресту «Укрпарфумертрест» Міністерства промисловості продовольчих товарів УРСР; у 1957—1962 роках — Управління харчової промисловості ради народного господарства Херсонського економічного адміністративного району; з 1963 року по липень 1965 року — Управління харчової промисловості ради народного господарства Чорноморського економічного адміністративного району. У цей період змінювалось керівництво комбінату. 1954 року М. В. Рафаловський, який довгий час очолював комбінат, залишав посаду директора, протягом двох років на чолі комбінату перебували В. Г. Мішуренко, К. С. Зацекляний, Решетько, з серпня 1956 року директором комбінату був призначений В. С. Голубицький, який обіймав цю посаду понад 20 років.
Наприкінці 1950-х років був проведений благоустрій території комбінату — встановлена кам'яна огорожа, заасфальтовані дороги та тротуари, проводилися роботи з будівництва лінії теплотраси ТЕЦ — комбінат. На комбінаті у цей період працювало 1 150 робітників, для яких збудували будинки по вулиці Великій Морській, № 11А, вулиці Скороходова, № 64 та гуртожитки по вулиці Громадянській № 115 та провулку 1-ї Лінії, № 1.
Виробнича потужність комбінату значно зросла за рахунок введення в експлуатацію нового обладнання. 1959 року запустили імпортну лінію з виробництва туб для кремів та зубних паст. При розробці нових видів продукції лабораторія комбінату використовувала розробки Харківського науково-дослідного інституту олійно-жирової промисловості. У 1960-х роках на комбінаті проводилися роботи з механізації виробничих процесів, модернізації обладнання, розпочали роботу лінії з виробництва емульсійних вітамінізованих кремів, кремів для гоління та після нього, шампунів, був обладнаний цех з виготовлення нових видів запахів (виготовлялося приблизно 103 тони композицій та віддушек). За рецептурою Харківського науково-дослідного інституту на комбінаті 1961 року була освоєна технологія виробництва поживних вітамінізованих кремів «Ніжний», «Місячний», випущені новинки: рідкий крем та лосьйон «Огірковий» (у рецептурі використовувався сік свіжих огірків), нові шампуні для миття волосся у жорсткій, морській воді. 1962 року розпочався випуск 13 нових видів виробів, у тому числі подарункового набору «Червоні вітрила». За період з 1959 по 1965 рік комбінат освоїв 119 нових видів виробів, таким чином поновив асортимент продукції на 61 %. Кількість працівників на комбінаті зросла з 1 171 у 1959 році до 1 316 у 1962 році.
У липні 1965 року комбінат отримав назву «Миколаївський парфумерно-скляний комбінат „Червоні вітрила“» та перейшов у підпорядкування Всесоюзного об'єднання парфумерної промисловості Міністерства харчової промисловості СРСР. З 1966 року перебував у складі Всесоюзного об'єднання парфумерно-косметичної та ефірно-олійної промисловості Міністерства харчової промисловості СРСР.
Після того як на комбінаті було впроваджено нове обладнання та у 1969 році введена в експлуатацію друга автоматична лінія з виробництва алюмінієвих туб (продуктивністю 14 мільйонів туб на рік) фірми «Anton Ohlert GmbH & Co» (Федеративна Республіка Німеччина) і поточно-механізована лінія для розфасовки виробів у тубах — значно збільшився випуск продукції підвищеного попиту:
| Найменування продукції     | випуск у 1968 році (тисяс штук) | випуск у 1969 році (тисяс штук) | зростання, % |
| -------------------------- | ------------------------------- | ------------------------------- | ------------ |
| шампуні                    | 4913                            | 11774                           | 139,6        |
| паста «Сульсена»           | 1912                            | 2889                            | 51,1         |
| засоби до та після гоління | 1662                            | 2350                            | 41,4         |
| вазелин у тубах            | 92                              | 1659                            | 1703,2       |
| креми у тубах              | 5180                            | 8655                            | 67,1         |

Станом на початок 1970-х років на комбінаті працювали понад 1 700 працівників. Підприємство мало дитячий садок, базу відпочинку біля села Коблеве (у 1972 році прийнятий в експлуатацію двоповерховий корпус пансіонату на 108 місць).
1980 року комбінат був перейменований на «Миколаївський парфумерно-косметичний комбінат „Червоні вітрила“». Його очолила новий директор — Неллі Василівна Коротка. 1986 року, відповідно до постанови Ради Міністрів СРСР від 30 листопада 1985 року № 1169, комбінат увійшов до складу Всесоюзного об'єднання парфумерно-косметичної та ефіро-олійної промисловості Державного агропромислового комітету СРСР. Тоді ж на підприємстві працювало 1 788 робітників. У 1987 році комбінат складався з 11 цехів, серед яких були основні: парфумерний, миловарний, косметичний, скляний, тубний і картонний; допоміжні: заготівельний, машиноремонтний, ремонтно-будівельний, енергетичний, транспортний і складський. На той час він випускав понад 170 найменувань продукції і постачав її на 100 торговельних баз на території СРСР.
1985 року розроблена програма капітального будівництва та реконструкції комбінату на 1985—1990 роки, яка передбачала будівництво нових складів картону, паперу та скляних виробів, енергоблоку, реконструкцію старого приміщення парфумерного цеху тощо. Частково вона була виконана, але, відповідно до наказу Держагропрому СРСР від 30 січня 1987 року № 76, реконструкція була тимчасово призупинена.
З 1988 року по 10 травня 1990 року комбінат знаходився у віданні Міністерства медичної та біологічної промисловості СРСР; з травня 1990 року по травень 1991 року — у підпорядкуванні концерну «Союзпарфумер» при Міністерстві медичної промисловості СРСР; з 14 травня 1991 року по 19 грудня 1991 року входив до Державної корпорації з виробництва лікарняних засобів та виробів медичного призначення «Фарміндустрія»; 19 грудня 1991 року увійшов до складу Держкомітету харчової та переробної промисловості «Укрефірпарфумерагропрому» України.
За радянський період підприємство неодноразово нагороджувалося дипломами та медалями ВДНГ СРСР і міжнародних виставок.

### Роки незалежної України
Період 1991—1993 років був досить складним для комбінату, оскільки економічні зв'язки з постачальниками з країн колишнього Радянського Союзу були розірвані, ціни на сировину постійно зростали, а іноземної валюти для закупівлі необхідної продукції не вистачало. Комбінат став закупати сировину по бартеру. Припинили відвантаження необхідної сировини російські постачальники, що значно знизило обсяги виробництва. У 1993 році на комбінаті введений аварійний режим використання електроенергії, цех туалетного мила кілька разів закривався через перебої з постачанням харчових олій і жирів, акциз на спирт підвищив ціни на парфумерно-косметичну продукцію, що привело до припинення експорту до країн Співдружності Незалежних Держав, дефіцит алюмінієвих ронделів для туб в Україні зупинив тубне виробництво, зменшився випуск товарів повсякденного попиту (зубна паста, крем для гоління, дитяча косметика). Комбінат став налагоджував зв'язки з новими постачальниками сировини, розширював діяльність із збуту продукції.
24 лютого 1994 року на підприємстві відбулися установчі збори, на яких було прийняте рішення про утворення Відкритого акціонерного товариства «Миколаївський парфумерно-косметичний комбінат „Червоні вітрила“». Новим власником підприємства став підприємець Віктор Іващенко. Почалися скорочення працівників, закривалися цехи. Діяльність нового власника зустріла опір колективу комбінату і через два роки підприємство повернулося у Фонд держмайна міста.
У 1999 році 65 % ВАТ МПКК «Червоні вітрила» за два мільйони доларів США придбав власник російського парфумерного концерну «Калина» Тимур Горяєв і став випускати на його виробничій базі недорогу продукцію, яка продавалася всередині країни. До 2002 року виробництво на комбінаті зросло до 31,5 мільйонів гривень у порівнянні з 5 мільйонами гривень у 1999 році. Проте у 2003 році «Калина» оголосила про продаж 84 % своїх акцій голові правління «Червоних вітрил» Олегу Ярмощуку. У серпні 2004 року комбінат передав права на 25 торгових марок, під якими випускалася продукція, місцевому ТОВ «Амальгама Люкс», заснованому Олегом Ярмощуком. Наприкінці 2004 року «Амальгама Люкс» оформила у свою власність основні виробничі активи комбінату. Після цього «Червоні вітрила» стали об'єктом претензій з боку кредиторів, що вилилося в порушення справи про банкрутство підприємства в жовтні 2006 року. У червні наступного року суд затвердив реєстр вимог кредиторів боржника на загальну суму 5,9 мільйонів гривень, після чого було сформовано комітет його кредиторів. Кредитори не стали намагатися оживити підприємство, і в липні 2007 року клопотали перед судом про визнання «Червоних вітрил» банкрутом. У вересні відповідне судове рішення було винесено. Підприємство зняте з державного обліку 15 липня 2008 року.
Нині на території комбінату розташовані склади, супермаркет і офіси, що здаються в оренду, в деяких приміщеннях працює компанія «Амальгама Люкс».